# Jenny Fransson
Anna Jenny Eva Maria Fransson (Magnusson) (ur. 18 lipca 1987 w Karlstad) – szwedzka zapaśniczka. Brązowa medalistka olimpijska z Rio de Janeiro 2016 w kategorii 69 kg, a dziewiąta w Pekinie 2008 w wadze 72 kg i Londynie 2012 w tej samej kategorii wagowej.
Mistrzyni świata w 2012, złota medalistka mistrzostw Europy w 2018.
Brązowa medalistka mistrzostw Europy z 2008 i 2019 roku. Startowała również na igrzyskach olimpijskich w 2008 i 2012 roku, zajmując dwukrotnie 9. miejsce. Zdobyła dwa złote medale na mistrzostwach nordyckich w 2013 i 2014. Ósma w Pucharze Świata w 2018. Piąta na igrzyskach europejskich w 2019. Mistrzyni Europy juniorów w 2006, a trzecia na świecie w 2007 roku.
Dziesięciokrotna mistrzyni Szwecji w latach 2004 – 2007, 2009, 2011, 2012, 2014 – 2017.